# پیشینه نام کاشان
کاشان شهری است که از سمت جنوب و غرب ارتفاعات مرکزی ایران و از سمت شمال و شرق به زمینهای شوره‌زار کویر مرکزی ایران می‌پیوندد. در خصوص وجه تسمیه نام این شهر روایات زیر ذکر شده‌است:
- در خلال باستان‌شناسی‌های انجام‌شده از تپه سیلک، نتیجه گرفته شد که کاشان، مقر قبایل «کاسو» یا «کاشو» بوده‌است. لفظ کاسو یا کاشو در بعدها به کاسیان یا کاشیان تبدیل شده و در نهایت به شکل امروزی درآمده است.
- چون اولین جایگاه آبادانی این ناحیه به امر پادشاهان داستانی ایران در کنار چشمه «فین» ساخته شد، آن را «کی‌آشیان» یعنی جایگاه پادشاهان گفته‌اند.
- نام کاشان از کاشی‌های آن گرفته‌شده‌است؛ چرا که کاشی‌های این شهر را در هیچ‌کجای دیگر نمی‌توان دید.
- «قاسان» نام یکی از پادشاهان باستانی (پسران خراسان) بوده‌است.
- در فرهنگ واژه‌ها دربارهٔ لغت کاشان چنین ذکر شده‌است: «کاشان به خانه‌های تابستانی گفته می‌شود که از چوب و نی ساخته شده‌است.»
- کاشان به لغت‌های قدیم معبد و جایگاه جشن و دلارائی بوده‌است.
- هنگامی که زبیده بنت جعفر (همسر هارون‌الرشید) از کاشان می‌گذشت، در یکی از قلعه‌های چهل حصاران منزل نمود. چون اهالی این منطقه به دیانت اسلام گرویده و زبیده خاتون را احترام می‌نمودند، وی گفت به پاس خدمات شما، هر آرزویی دارید مطح کنید تا برآورده سازم. مردم چهل حصاران گفتند به دلیل فقدان منزل و مسکن مستحکم، جمعیت ساکن منطقه متفرق هستند و در طول سال دیلمی‌ها در چندین نوبت به آنها حمله می‌کنند و به کشتار و غارت و اسارت گرفتن آنها اقدام می‌کنند. ساکنین منطقه از زبیده‌خاتون درخواست کردند که به طریقی، شر دیلمیان را از سر آنها کوتاه کنند. زبیده‌خاتون دستور داد در مدت زمانی کوتاه، معمارانی ماهر گردآوردند و برای اهلی منطقه برج و بارو و حصاری مستحکم بنا کردند. از آنجا که برای تعیین حد و حدود حصارها از ریختن کاه بر روی زمین استفاده کرده بودند، به همین علت آن بنا را «کاه افشان» نامیدند که بعده‌ها به کاشان معروف شد.
- کاشان از اسامی بتخانه‌ها است و به معنی نوعی از مسکن می‌باشد که اسم خاص شهر شده‌است.